# Register klinischer Studien
Als Register klinischer Studien (englisch Clinical Trials Registry, CTR) oder Studienregister werden durchsuchbare Datenbanken bezeichnet, in denen zu klinischen Studien Eckdaten wie Studientitel, Kurzbeschreibungen, Ein- und Ausschlusskriterien, Studienstatus und Endpunkte gespeichert werden.

## Hintergrund
Klinische Studien werden durchgeführt, um die Wirksamkeit und Verträglichkeit von medizinischen Interventionen (vor allem von Medikamenten, Medizinprodukten, aber auch von chirurgischen Behandlungstechniken oder psychologischen Therapieformen) zu testen und mit den Ergebnissen die Grundlage für eine evidenzbasierte Behandlung zu liefern. Um die Transparenz in der klinischen Forschung zu gewährleisten und zu erhöhen, werden von verschiedenen Regierungen und internationalen Organisationen öffentlich zugängliche Register klinischer Studien gefordert. In einigen Ländern (zum Beispiel USA) gibt es Gesetze, die die Durchführenden klinischer Studien (zumindest im Fall von Arzneimittelstudien) noch vor dem Studienstart zur Registrierung ihrer Studien in einem öffentlich zugänglichen Register verpflichten. Seit der Revision 2013 fordert auch die Deklaration von Helsinki eine Studienregistrierung. Zudem ist eine prospektive Registrierung klinischer Studien, wie vom International Committee of Medical Journal Editors gefordert, zunehmend Voraussetzung für eine wissenschaftliche Veröffentlichung der Studiendaten in Fachzeitschriften.

## Registrierung klinischer Studien international
Das größte und bekannteste öffentliche Register klinischer Studien ist das amerikanische Register ClinicalTrials.gov, das von den U.S. National Institutes of Health geführt wird. Daneben gibt es viele weitere nationale Studienregister und zum Beispiel krankheitsspezifische Register, die von verschiedenen Organisationen geführt werden. Um die Aktivitäten zur Registrierung klinischer Studien weltweit zu bündeln und zu koordinieren, wurde von der Weltgesundheitsorganisation WHO die International Clinical Trials Registry Platform (ICTRP) gegründet. Alle beteiligten Register, die bestimmte Qualitätsstandards erfüllen müssen, führen ihre Daten regelmäßig im 2007 von der WHO eingerichteten Meta-Register zusammen und ermöglichen so eine globale Suche nach klinischen Studien.
In der Europäischen Union werden Daten zu den in den Mitgliedstaaten sowie in Island, Liechtenstein und Norwegen durchgeführten klinischen Studien in dem von der Europäischen Arzneimittelagentur betriebenen Register EudraCT gesammelt. Teile sind für die Öffentlichkeit zugänglich: Das EU Clinical Trials Register enthält Informationen über, gemäß dem pädiatrischen Prüfkonzept („Paediatric Investigation Plan“, PIP) vorgeschriebene, pädiatrische klinische Studien und über Studien der Phasen II bis IV an Erwachsenen.

## Registrierung klinischer Studien in Deutschland
Für Arzneimittelstudien schreibt in Deutschland die GCP-Verordnung die Registrierung im EudraCT (einem Register der Europäischen Union) vor, bevor ein Genehmigungsantrag für die Studie gestellt werden kann. Wissenschaftsinstitutionen und Forschungsförderungsorganisationen wie zum Beispiel das Bundesministerium für Bildung und Forschung (BMBF) und die Deutsche Forschungsgemeinschaft (DFG) fordern die Registrierung aller klinischen Studien in einem öffentlichen Register als Voraussetzung für eine Förderung. Seit 2008 besteht mit dem  „Deutschen Register klinischer Studien“ ein öffentliches, kostenloses nationales Register klinischer Studien in Deutschland, das Mitglied im WHO-Netzwerk ist und die ICMJE-Standards erfüllt. Zusätzlich gibt es in Deutschland zahlreiche lokale oder krankheitsspezifische Register, die die Besonderheiten bestimmter Krankheiten oder Regionen berücksichtigen.
Im Portal PharmNet.Bund findet man Informationen über ab 2004 in Deutschland genehmigte klinische Arzneimittelprüfungen. Jeder kann dort die Daten über klinische Studien kostenfrei einsehen.
Das Deutsche Register Klinischer Studien (DRKS) wechselt zum 1. Juli 2017 dauerhaft zum Deutschen Institut für Medizinische Dokumentation und Information (DIMDI).